# Liste des églises de la Guyane
Cette liste des églises de la Guyane recense les églises de la Guyane, région et département d'outre-mer français en Amérique du Sud.
Il est fait état des diverses protections dont elles peuvent bénéficier, et notamment les inscriptions et classements au titre des monuments historiques.
Toutes sont situées dans le diocèse de Cayenne.

## Statistiques

### Nombres
Le département de la Guyane comprend 22 communes au 1er janvier 2020.
Depuis 2018, le diocèse de Cayenne compte 26 paroisses.

## Classement
Le classement ci-après se fait par commune selon l'ordre alphabétique.
Il est fait état des diverses protections dont elles peuvent bénéficier, et notamment les inscriptions et classements au titre des monuments historiques.

## Liste

### Église catholique
La liste suivante recense les églises catholiques de la Guyane, en incluant les chapelles et la cathédrale. 
| Église                                                           | Commune                 | Adresse | Coordonnées                        | Notice         | Protection | Date        | Illustration                                                     |
| ---------------------------------------------------------------- | ----------------------- | ------- | ---------------------------------- | -------------- | ---------- | ----------- | ---------------------------------------------------------------- |
| Cathédrale Saint-Sauveur de Cayenne                              | Cayenne                 |         | 4° 56′ 23″ nord, 52° 19′ 54″ ouest | « PA00105932 » | Classé MH  | 2012        | Cathédrale Saint-Sauveur de Cayenne                              |
| Chapelle de l'île Royale                                         | Cayenne                 |         | 5° 17′ 12″ nord, 52° 35′ 28″ ouest | « PA00105899 » | Classé MH  | 1979 ; 2000 | Chapelle de l'île Royale                                         |
| Église Saint-Antoine de Cité Zéphyr                              | Cayenne                 |         | 4° 55′ 58″ nord, 52° 17′ 49″ ouest |                |            |             | Image manquante Téléverser                                       |
| Chapelle de l'hôpital Jean Martial de Cayenne                    | Cayenne                 |         | 4° 56′ 29″ nord, 52° 20′ 02″ ouest |                |            |             | Image manquante Téléverser                                       |
| Chapelle Saint-Denis de l'hôpital de Cayenne                     | Cayenne                 |         | 4° 56′ 21″ nord, 52° 19′ 17″ ouest |                |            |             | Image manquante Téléverser                                       |
| Église Saint-Martin-de-Porrès de Village Chinois                 | Cayenne                 |         | 4° 55′ 51″ nord, 52° 19′ 52″ ouest |                |            |             | Image manquante Téléverser                                       |
| Église Saint-Joseph d'Iracoubo                                   | Iracoubo                |         | 5° 28′ 46″ nord, 53° 12′ 24″ ouest | « PA00105896 » | Classé MH  | 1978        | Église Saint-Joseph d'Iracoubo                                   |
| Chapelle Sainte-Kateri-Tekakwitha de Bellevue                    | Iracoubo                |         | 5° 28′ 40″ nord, 53° 15′ 46″ ouest |                |            |             | Image manquante Téléverser                                       |
| Chapelle de Trou-Poisson                                         | Iracoubo                |         | 5° 25′ 49″ nord, 53° 05′ 23″ ouest |                |            |             | Image manquante Téléverser                                       |
| Église d'Organabo                                                | Iracoubo                |         | 5° 32′ 49″ nord, 53° 27′ 10″ ouest |                |            |             | Image manquante Téléverser                                       |
| Église Sainte-Catherine de Kourou                                | Kourou                  |         | 5° 09′ 09″ nord, 52° 38′ 38″ ouest |                |            |             | Église Sainte-Catherine de Kourou                                |
| Église Notre-Dame-de-l'Assomption de Kourou                      | Kourou                  |         | 5° 09′ 33″ nord, 52° 38′ 33″ ouest |                |            |             | Image manquante Téléverser                                       |
| Église Saint-Jean-Baptiste de Macouria                           | Macouria                |         | 5° 00′ 50″ nord, 52° 28′ 26″ ouest |                |            |             | Église Saint-Jean-Baptiste de Macouria                           |
| Église Saint-Joseph de Mana                                      | Mana                    |         | 5° 39′ 57″ nord, 53° 46′ 36″ ouest | « PA00105907 » | Classé MH  | 1987        | Église Saint-Joseph de Mana                                      |
| Église Saint-Michel de Matoury                                   | Matoury                 |         | 4° 51′ 00″ nord, 52° 19′ 42″ ouest |                |            |             | Image manquante Téléverser                                       |
| Chapelle du Saint-Esprit de Stoupan                              | Matoury                 |         | 4° 46′ 18″ nord, 52° 20′ 22″ ouest |                |            |             | Image manquante Téléverser                                       |
| Église Saint-Jean-Baptiste de Montsinéry                         | Montsinéry-Tonnegrande  |         | 4° 53′ 32″ nord, 52° 29′ 36″ ouest | « PA00135690 » | Inscrit MH | 1995        | Église Saint-Jean-Baptiste de Montsinéry                         |
| Église Saint-Louis de Tonnegrande                                | Montsinéry-Tonnegrande  |         | 4° 53′ 31″ nord, 52° 29′ 36″ ouest |                |            |             | Église Saint-Louis de Tonnegrande                                |
| Église de la Sainte-Vierge d'Ouanary                             | Ouanary                 |         | 4° 12′ 35″ nord, 51° 40′ 19″ ouest |                |            |             | Image manquante Téléverser                                       |
| Église Saint-André de Kaw                                        | Régina                  |         | 4° 29′ 12″ nord, 52° 02′ 13″ ouest |                |            |             | Image manquante Téléverser                                       |
| Église Saint-Étienne de Régina                                   | Régina                  |         | 4° 18′ 46″ nord, 52° 07′ 47″ ouest |                |            |             | Église Saint-Étienne de Régina                                   |
| Église Saint-Pierre de Guisan Bourg                              | Régina                  |         | 4° 24′ 31″ nord, 51° 55′ 46″ ouest |                |            |             | Image manquante Téléverser                                       |
| Église Sainte-Thérèse de Montjoly                                | Remire-Montjoly         |         | 4° 54′ 43″ nord, 52° 16′ 13″ ouest |                |            |             | Image manquante Téléverser                                       |
| Église Saint-François-Xavier de Remire-Montjoly                  | Remire-Montjoly         |         | 4° 54′ 14″ nord, 52° 16′ 37″ ouest |                |            |             | Image manquante Téléverser                                       |
| Église de l'Immaculée-Conception de Rémire-Montjoly              | Remire-Montjoly         |         | 4° 53′ 10″ nord, 52° 16′ 34″ ouest |                |            |             | Image manquante Téléverser                                       |
| Église Sainte-Anne-et-Saint-Joachim-des-Âmes-Claires             | Remire-Montjoly         |         | à géolocaliser                     |                |            |             | Image manquante Téléverser                                       |
| Église Saint-Dominique de Roura                                  | Roura                   |         | 4° 43′ 27″ nord, 52° 19′ 17″ ouest |                |            |             | Église Saint-Dominique de Roura                                  |
| Église Hmong de Cacao                                            | Roura                   |         | 4° 34′ 30″ nord, 52° 28′ 13″ ouest |                |            |             | Église Hmong de Cacao                                            |
| Église de Cacao                                                  | Roura                   |         | 4° 34′ 16″ nord, 52° 28′ 07″ ouest |                |            |             | Image manquante Téléverser                                       |
| Église Saint-Georges de Saint-Georges (Guyane)                   | Saint-Georges           |         | 3° 53′ 18″ nord, 51° 48′ 08″ ouest |                |            |             | Image manquante Téléverser                                       |
| Église de Tampack                                                | Saint-Georges           |         | 3° 56′ 50″ nord, 51° 47′ 13″ ouest |                |            |             | Image manquante Téléverser                                       |
| Église Saint-Laurent de Saint-Laurent-du-Maroni                  | Saint-Laurent-du-Maroni |         | 5° 30′ 08″ nord, 54° 01′ 42″ ouest | « PA00135692 » | Inscrit MH | 1995        | Église Saint-Laurent de Saint-Laurent-du-Maroni                  |
| Église du Bon-Pasteur de Saint-Laurent-du-Maroni                 | Saint-Laurent-du-Maroni |         | 5° 29′ 44″ nord, 54° 01′ 47″ ouest |                |            |             | Image manquante Téléverser                                       |
| Chapelle du camp de la Transportation de Saint-Laurent-du-Maroni | Saint-Laurent-du-Maroni |         | 5° 30′ 16″ nord, 54° 01′ 51″ ouest |                |            |             | Chapelle du camp de la Transportation de Saint-Laurent-du-Maroni |
| Chapelle Sainte-Thérèse de Saint-Laurent-du-Maroni               | Saint-Laurent-du-Maroni |         | à géolocaliser                     |                |            |             | Image manquante Téléverser                                       |
| Église Saint-Antoine-de-Padoue de Saül                           | Saül                    |         | 3° 37′ 25″ nord, 53° 12′ 34″ ouest | « PA00105924 » | Classé MH  | 1993        | Église Saint-Antoine-de-Padoue de Saül                           |
| Église Notre-Dame-de-l'Assomption de Sinnamary                   | Sinnamary               |         | 5° 22′ 39″ nord, 52° 57′ 35″ ouest |                |            |             | Église Notre-Dame-de-l'Assomption de Sinnamary                   |
| Chapelle Notre-Dame-des-Douleurs de Corossony                    | Sinnamary               |         | 5° 24′ 27″ nord, 53° 01′ 25″ ouest |                |            |             | Image manquante Téléverser                                       |